# Yenákiyeve
Yenákiyeve o Yenákievo ([jeˈnɑ.k⁽ʲ⁾i.je.we] en ucraniano: Єнáкієве, en ruso: Ена́киево Yenákiyevo) es una ciudad ucraniana perteneciente al óblast de Donetsk, en la parte oriental del país. La ciudad posee un estatus especial dentro del óblast siendo administrada como una ciudad separada del resto de los raiones. La ciudad está situada a orillas del río Krynka a unos 60 kilómetros de Donetsk.
Es conocida por ser el lugar de nacimiento del expresidente ucraniano Víktor Yanukóvich.

## Historia
Los asentamientos permanentes en el territorio de la actual Yenákiyevo se fundaron hacia 1783. En la segunda mitad del siglo XIX allí se abrieron las primeras minas de carbón Sofíyevsky. La ciudad surgió en 1898 cuando numerosos trabajadores de varios asentamientos cercanos se unieron en un solo asentamiento bajo el nombre de Fiódor Yenákiyev. Las primeras minas de carbón databan de 1853. El establecimiento fue incorporado como ciudad en 1925. Hacia la Primera Guerra Mundial la ciudad contaba ya con varias fábricas.
Entre 1928 y 1943 la ciudad fue denominada Rýkovo por el estadista soviético Alekséi Rýkov. Durante 1941 y 1943 (en la Segunda Guerra Mundial) la ciudad estuvo bajo ataque por unidades alemanas e italianas. Hacia 1950 ya ciudad contaba con varias fábricas dedicadas a materiales de construcción y automotrices.

## Economía
Yenákiyevo es un importante centro de la región de la cuenca del Donéts destacándose la minería del carbón, la metalurgia, la producción química y la fabricación de materiales de construcción. La ciudad posee una de las fábricas metalúrgicas más antiguas de Ucrania.

## Demografía
Hacia el censo de 2001, el 13.8% de la población de la ciudad habla el ucraniano, mientras que más del 86% habla el ruso. La población de 2001 se calculaba en 84 187 habitantes y unos 161 500 en la zona metropolitana.
| Gráfica de evolución de Yenákiyeve entre 1923 y 2021 |
|                                                      |